# Barriera corallina della Nuova Caledonia
La Barriera corallina della Nuova Caledonia (in francese: Lagons de la Nouvelle-Calédonie, in inglese: New Caledonia Barrier Reef, in corso: Barrìera Curallina di a Nova Caledonia, in kanak: Kanaky Temuntu Lagons) è una barriera corallina situata appunto in Nuova Caledonia. Si tratta della seconda barriera corallina più lunga del mondo, superata solo dalla Grande barriera corallina australiana.
Nel 2008 l'UNESCO inserì questa barriera corallina tra i patrimoni dell'umanità, dandole il nome di Lagune della Nuova Caledonia.

## Descrizione
La barriera corallina della Nuova Caledonia contorna Grande Terre, l'isola più grande dell'arcipelago, oltre all'Ile des Pins ed altre isole minori, raggiungendo una lunghezza complessiva di 1500 km. La barriera forma una laguna di 24000 km², con una profondità media di 25 metri. La barriera spazia dai 30 chilometri dalla costa, fino a raggiungere i 200 km nord-ovest. La parte nord-occidentale comprende Belep Islands ed altre isole sabbiose. Nella barriera si aprono numerosi passaggi naturali che permettono di raggiungere l'oceano. Il passaggio di Boulari, che porta a Numea, capitale e porto principale della Nuova Caledonia, è segnalata dal faro di Amedee.

## Flora e fauna
La barriera ospita una ricca biodiversità, con un alto livello di endemismo, tra cui la specie a rischio di estinzione del Dugong dugon. È anche un luogo importante per la sopravvivenza della tartaruga verde (Chelonia mydas).
Buona parte della barriera è in buona salute. La parte orientale è stata danneggiata dalla presenza di nichel dovuta alle miniere di Grand Terre. La sedimentazione dovuta all'industria mineraria, all'agricoltura e al pascolo ha intaccato la barriera nei pressi delle foci dei fiumi, peggiorata anche dalla distruzione delle foreste di mangrovia che permettevano di fermare i sedimenti. Alcune zone della barriera sono state letteralmente sepolte sotto a metri di limo.
Nel gennaio 2002 il governo francese chiese all'UNESCO l'iscrizione della barriera tra i patrimoni dell'umanità; richiesta accettata nel 2008.